# Henry Stanley, 3. Baron Stanley of Alderley
Henry Edward John Stanley, 3. Baron Stanley of Alderley (geboren am 11. Juli 1827 in Nether Alderley, Cheshire; gestorben am 11. Dezember 1903 ebenda), war ein britischer Peer, Diplomat, Orientalist und Übersetzer, der mehrere Schriften aus dem Zeitalter der Entdeckungen ins Englische übersetzte und herausgab. Er konvertierte 1859 zum Islam und wurde 1869 der erste Muslim im House of Lords.

## Familie

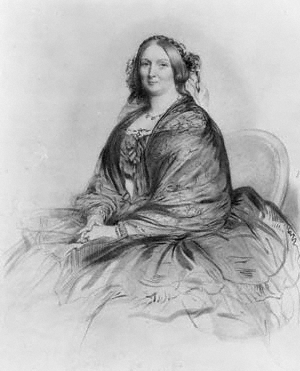
Henrietta Stanley, Baroness Stanley of Alderley, 1860

Henry Edward John Stanley wurde am 11. Juli 1827 auf dem Familiensitz der Stanleys in Alderley Park in Nether Alderley in der Grafschaft Cheshire geboren. Er war der älteste Sohn des Politikers der Whigs und Unterhausabgeordneten Edward John Stanley, dem späteren 1. Baron Eddisbury und 2. Baron Stanley of Alderley. Seine Mutter war Henrietta Stanley, Baroness Stanley of Alderley, eine englische Vorkämpferin für das Recht der Frauen auf Bildung. In der Familie herrschte eine große Vielfalt in religiösen Angelegenheiten, mit mehreren Geistlichen verschiedener Konfessionen unter den Geschwistern und Schwagern Stanleys. Sein Bruder Algernon Charles Stanley war Bischof des römisch-katholischen Titularbistums Emmaüs und Weihbischof des Erzbistums Westminster, während sein Bruder Edward Lyulph Stanley als Agnostiker und stellvertretender Vorsitzender des London School Board mit Nachdruck versuchte, den Einfluss der Kirche auf das Schulwesen zu beschränken. Seine Schwester Katharine Russell, Viscountess Amberley war die Mutter des britischen Philosophen Bertrand Russell.
Wahrscheinlich aufgrund seiner bereits in der Jugend vorhandenen Schwerhörigkeit galt Stanley im familiären Umfeld als ein Langweiler oder gar als ausgesprochen dumm. Er erhielt jedoch eine erstklassige Schulausbildung am Eton College in Berkshire und am Trinity College der Universität Cambridge. Bereits der junge Henry Stanley interessierte sich für den Orient und die arabische Sprache, auch beeinflusst durch die Reiseberichte von Entdeckern wie dem Schweizer Jean Louis Burckhardt. 1846 nahm er in Cambridge ein Studium der arabischen Sprache auf.

## Diplomatischer Dienst
Im Dezember 1847 trat Stanley in einer unbedeutenden Position unter dem Außenminister Lord Palmerston, einem Freund seines Vaters, in den Dienst des Foreign Office ein, um sich dadurch für den diplomatischen Dienst zu qualifizieren. Zu jener Zeit war die Orientalische Frage ein Thema größter Bedeutung. Während die Mehrheit der viktorianischen Gesellschaft gegenüber den Führern des Osmanischen Reiches und gegenüber dem Islam eine reservierte Haltung einnahm, schätzten Lord Palmerston und einige seiner Parteifreunde den positiven Einfluss des Islam auf die osmanische Gesellschaft und zogen ihn dem Machtstreben Russlands vor. Palmerston schätzte die Handelsfreiheit, die religiöse Toleranz, die Achtung der persönlichen Freiheit und der Pressefreiheit, die er im Osmanischen Reich eher gewahrt sah als im Russischen Kaiserreich. Stanley war von Palmerstons Charisma und Intellekt angezogen und teilte seine Überzeugungen bezüglich des Islam.

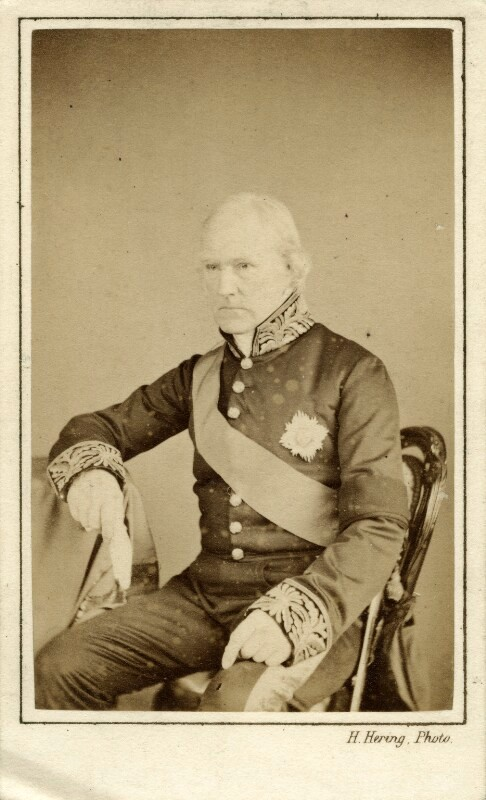
Lord Canning, um 1860

Während seines Dienstes im Foreign Office begann Stanley, wie viele seiner Zeitgenossen, an den bis dahin unbestrittenen christlichen Glaubensgrundsätzen zu zweifeln. Jüngere naturwissenschaftliche Entdeckungen widerlegten Teile der biblischen Überlieferung. So wurde durch die Geologie nachgewiesen, dass die Erde älter sein muss als es aus einer wörtlichen Interpretation der Bibel hervorgeht. Seine Zweifel führten dazu, dass Stanley keine christlichen Gottesdienste mehr besuchte. Obgleich nachgelassene Briefe belegen, dass Stanley bereits 1849 in Paris Kontakt zu einem sufischen Scheich hatte, trat er noch nicht zum islamischen Glauben über. Als im Dezember 1851 das Amt des Außenministers von Lord Grenville übernommen wurde, plante Stanley den diplomatischen Dienst zu verlassen und als Abgeordneter in die Politik zu gehen. Sein Vater konnte ihn davon überzeugen, zunächst als Attaché an die britische Botschaft in Konstantinopel zu gehen. Dort war Lord Canning Gesandter an der Hohen Pforte und bemüht, jegliche russische, österreichische und französische Einflussnahme auf das Osmanische Reich zu verhindern und die Türkei unter christlicher Führung in das moderne Europa einzugliedern.
Die Erfahrungen Stanleys im diplomatischen Dienst führten nach und nach zu einem Rückzug aus der christlichen Gesellschaft der Ausländer in Konstantinopel und zu einem wachsenden Desinteresse an seiner Arbeit als Diplomat. Er beherrschte nicht nur mehrere europäische Sprachen, sondern auch Arabisch und ein wenig Türkisch und Farsi. Darüber hinaus war er Mitglied mehrerer Gelehrtengesellschaften, darunter der Hakluyt Society und der Royal Asiatic Society. Stanley erwog die Aufnahme einer wissenschaftlichen Laufbahn, blieb jedoch während der 1850er Jahre weiter im diplomatischen Dienst. 1853 diente er am Konsulat der zwischen Russland und dem Osmanischen Reich mehrmals umkämpften Stadt Varna. Von 1854 bis 1859 war er Legationssekretär in Athen. Von 1856 bis 1858 begleitete er den britischen Sondergesandten Henry Bulwer auf seinen diplomatischen Missionen. Bulwer war nach dem Krimkrieg und dem Pariser Frieden der Vertreter Großbritanniens bei der Überwachung der Fürstenwahlen in den früheren osmanischen Donauprovinzen, dem Fürstentum Moldau und dem Fürstentum Walachei, die später zum Fürstentum Rumänien vereinigt wurden. Stanleys unverhohlene Bewunderung für die Osmanen, die im Widerspruch zu den Empfindungen seiner Landsleute und seiner Kollegen und Vorgesetzten stand, wurde von Henry Bulwer in einem Brief an Stanleys Vater als „absurd und extravagant“ beschrieben.

## Übertritt zum Islam
Im Sommer 1858 kehrte Stanley kurz nach London zurück, brach aber bald nach Ägypten auf, von wo aus er Arabien bereiste. Im Januar 1859 besuchte er Dschidda, nicht jedoch Mekka, dessen Betreten Nicht-Muslimen verboten ist. Die Einzelheiten von Stanleys Übertritt zum Islam sind nicht überliefert, doch scheint die Reise nach Dschidda ihn in seinem Entschluss bestärkt zu haben. Stanley quittierte in Athen den diplomatischen Dienst und reiste durch die muslimische Welt, vom Nahen Osten bis nach Südostasien. Obgleich er während seiner Reise den Kontakt mit Europäern zu vermeiden suchte, erschienen in England gelegentlich Zeitungsberichte über seinen Übertritt zum Islam und über seinen Aufenthaltsort. Im Frühjahr 1859 wurde gemeldet, dass er zum Islam übergetreten und aus Mekka kommend in Sues eingetroffen sei. Anfang Mai kam er auf den Molukken an, im selben Monat besuchte er Henry George Ward, den britischen Gouverneur von Ceylon, in einem traditionellen muslimischen Gewand mit einem Fes. Dieses Auftreten wurde in der britischen Presse ebenso ausführlich und abfällig kommentiert wie der Übertritt zum Islam, der als „Verrat am Glauben seiner Vorfahren“ bezeichnet wurde.
Noch im Jahr 1859 hatte Stanley einigen der in England erschienenen Zeitungsberichte energisch widersprochen, mutmaßlich aus Sorge über die erwarteten Reaktionen bei seiner Rückkehr. Die Times übernahm am 16. November 1859 einen Bericht einer kleinen Lokalzeitung, in der sogar Stanleys Übertritt zum Islam bestritten wurde. Die weitere Reiseroute brachte ihn nach Siam, Arabien, Ägypten und über mehrere europäische Länder wieder nach London, wo er im April 1860 eintraf.

## Ehe
Während der 1860er Jahre bereiste Stanley ausgiebig Europa und das Osmanische Reich. In Frankreich lernte er Fabia San Roman kennen, eine spanische Katholikin. Angeblich war sie die Tochter eines Santiago Federico San Roman aus Sevilla, ihre tatsächliche Identität war Serafina Fernandez y Funes, aus Alcaudete in der spanischen Provinz Jaén. Sie hatte bereits am 30. September 1851 Ramon Perez y Abril geheiratet. Dennoch schlossen Henry Stanley und Fabia im August 1862 in Algerien eine islamische Ehe. Weil die Rechtsgültigkeit dieser Eheschließung, ohne die Anwesenheit eines britischen Konsularbeamten, fraglich war, wurde die Hochzeit in Konstantinopel unverzüglich wiederholt, erneut nach islamischem Recht. Diese erste Hochzeit wurde von Stanley bis zum Tod seines Vaters gegenüber der Familie verschwiegen, das Paar lebte sieben Jahre lang heimlich in Genf zusammen.
Die amtliche Hochzeit fand am 6. November 1869 in einem Londoner Standesamt statt. Wegen der Ehe mit dem erst 1870 verstorbenen Perez galten diese Eheschließungen als Bigamie. Eine kirchliche Hochzeit fand am 15. Mai 1874 in der römisch-katholischen Church of St. Alban in Macclesfield statt, um Fabias Bedenken wegen ihres katholischen Glaubens zu begegnen.
Fabia Stanley scheint unter erheblichen psychischen Problemen gelitten zu haben. So suchte Stanley den Rat eines muslimischen Geistlichen, in der Absicht seine „sozial unverträgliche und wahnsinnige“ Ehefrau zu verstoßen. Zur Trennung kam es nicht; erst nach Stanleys Tod, im Jahr 1904, wurde Fabia Stanley für unzurechnungsfähig erklärt.
Fabia Stanley starb am 19. Mai 1905 und hinterließ drei Testamente. Im Rahmen des nachfolgenden Erbschaftsstreits wurden Nachforschungen in ihrer spanischen Heimat angestellt, durch die ihre erste Ehe bekannt wurde. Da zumindest die nach islamischem Recht und standesamtlich geschlossenen Ehen Bigamie waren, wird Lord Stanley in einigen Verzeichnissen der Peerage of Great Britain als unverheiratet aufgeführt.

## House of Lords
Über die Aktivitäten Stanleys während der 1860er Jahre ist, mit Ausnahme seiner ersten Buchveröffentlichungen, kaum etwas bekannt. Gegen Ende des Jahrzehnts plante er eine Reise von Bengalen nach China, wurde aber durch den Tod seines Vaters am 16. Juni 1869 davon abgehalten. Stanley erbte von seinem Vater die Adelstitel als 3. Baron Stanley of Alderley, 2. Baron Eddisbury und 9. Baronet, of Alderley, sowie den mit den beiden Baronstiteln verbundenen Sitz im House of Lords, dessen erstes muslimisches Mitglied er wurde. Stanley gab seine Ehe mit Fabia sofort öffentlich bekannt und ließ sich in Alderley Park nieder. Seine Zeit verbrachte er anschließend teilweise mit dem Unterhalt des Familiensitz der Stanleys, und teilweise mit seinen Aufgaben im House of Lords. Als Parlamentsmitglied setzte er sich wiederholt und energisch für die Rechte der Bevölkerung in den britischen Kolonien ein. Er verfügte über ein weitgespanntes Netzwerk von Informanten, vornehmlich in Britisch-Indien, aber auch in anderen Teilen des Empire. Stanley stellte häufig die Rechtmäßigkeit von Strafen in Frage, die von britischen Kolonialinstitutionen über Einheimische verhängt worden waren, er forderte die Freilassung politischer Gefangener, protestierte gegen Übergriffe britischer Soldaten, wandte sich gegen die Korruption im indischen Justizwesen und forderte eine Strafrechtsreform.
In einem größeren Rahmen unterstützte Stanley die Bemühungen der Einheimischen in den Kolonien um eine stärkere Selbstbestimmung. Er unterstützte die Forderung nach mehr Indern in öffentlichen Institutionen und nach einer demokratischen Selbstverwaltung. Stanley gehörte nach 1885 zu den Fürsprechern des neugegründeten Indischen Nationalkongresses. 1882 protestierte er gegen die britische Besetzung Ägyptens. Seine politischen Aktivitäten gegen den aggressiven britischen Kolonialismus blieben nur von geringer Wirkung. Nicht zuletzt aufgrund seiner Schwerhörigkeit, die die Kommunikation im Oberhaus stark beeinträchtigte, wurde Stanley gemieden. Darüber hinaus passten seine durchaus fortschrittlichen Überzeugungen nicht in das politische Klima seiner Zeit, sie wurden erst im 20. Jahrhundert akzeptabel.

## Lord Stanley als Muslim

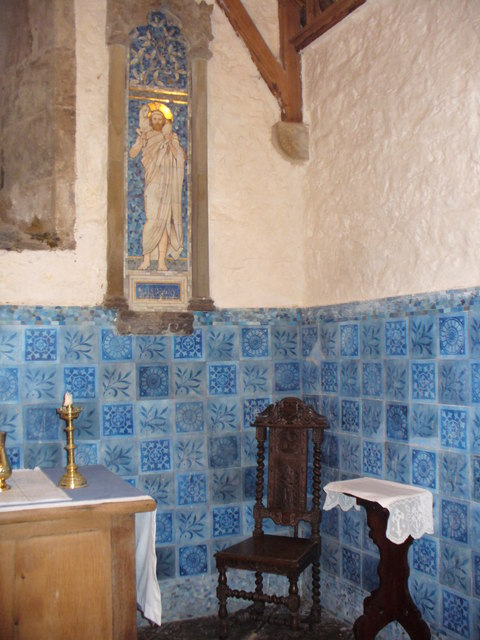
Inneneinrichtung der Old Church of St. Padrig in Llanbadrig

Als Stanley von seinem verstorbenen Vater die Titel und den Sitz im Oberhaus erbte, stellte seine Familie mit Nachdruck seine Loyalität zu Großbritannien und zum Königshaus in Frage. Diese Erfahrung wie auch die Berichterstattung anlässlich seines Übertritts zum Islam zehn Jahre zuvor dürften der Grund dafür gewesen sein, dass Stanley es vermied, öffentlich als Muslim in Erscheinung zu treten. Er betrachtete die Religion als Privatangelegenheit und warb weder für den islamischen Glauben, noch verteidigte er ihn öffentlich. An den seit 1880 zunehmenden Bestrebungen, in Großbritannien muslimische politische und soziale Organisationen wie das 1887 eröffnete Liverpool Muslim Institute zu schaffen, war er nicht beteiligt. Als Grundbesitzer verfügte er allerdings wegen des Alkoholverbots im Islam die Schließung fast aller Pubs auf seinem Landbesitz.
Stattdessen widmete er sich bis ins hohe Alter der Außenpolitik, der Landwirtschaft, Fragen des Steuerrechts und, auch verbunden mit erheblichen Zuwendungen, christlichen Kirchen. So finanzierte er die Renovierungen mehrerer Kirchen auf Anglesey, St. Mary’s Church in Bodewryd, Old Church of St. Padrig in Llanbadrig (1884), St. Dona's Church in Llanddona und die St. Peirio's Church in Rhosbeirio. Einige der Restaurierungen erfolgten unter der Vorbedingung, dass die Neugestaltung Elemente der islamischen Kunst einschließen müsse. Als eine Bildungsreform im Jahr 1870 den Religionsunterricht in den staatlichen Schulen stark einschränkte oder abschaffte, erhob Stanley als Grundbesitzer dagegen Einspruch. In der Folge erhielten die Schulen auf seinem Land keine staatlichen Zuschüsse mehr und mussten von ihm Zeit seines Lebens aus eigenen Mitteln unterstützt werden. Dieses Engagement und seine Zurückhaltung bei der öffentlichen Erörterung von Fragen des Islams haben dazu beigetragen, dass einige Zeitungen ihn nach seinem Tod als Christen oder gar als einen christlichen Kleriker bezeichneten.
Lord Stanley, der wahrscheinlich den muslimischen Namen Abdul Rahman angenommen hatte, starb am 11. Dezember 1903, dem 21. Tag des Ramadan, an einer Lungenentzündung und wurde in den Morgenstunden des 15. Dezember im Garten von Alderley Park in Nether Alderley, Cheshire bestattet. Bei der islamischen Bestattung befand sich der Erste Sekretär der Botschaft des Osmanischen Reichs unter den Trauernden, die Gebete verrichtete der Imam der Botschaft. In der Moschee des Liverpool Muslim Institute wurde von William Henry Quilliam ein Trauergottesdienst abgehalten.
Bei seinem Tod gingen Lord Stanleys Adelstitel auf seinen jüngeren Bruder Edward Lyulph Stanley über. Lord Stanley gilt als der erste zum Islam konvertierte Brite, der in Großbritannien als Muslim lebte und dort starb.

## Veröffentlichungen (Auswahl)
Stanleys Veröffentlichungen erfolgten zu Lebzeiten seines Vaters unter dem Namen Henry E. J. Stanley, später als Lord Stanley of Alderley. Seine Bücher wurden überwiegend von der Hakluyt Society veröffentlicht, deren Mitglied und Vizepräsident er war.
- The East and the West: our Dealings with our Neighbors. Essays by Different Hands. Edited by the Hon. Henry Stanley. Hatchard and Co., London 1865, Digitalisat, 15,2 MB.
- A Description of the Coasts of East Africa and Malabar in the Beginning of the Sixteenth Century, by Duarte Barbosa, a Portuguese. Translated from an Early Spanish Manuscript in the Barcelona Library, with Notes and a Preface, by the Hon. Henry E. J. Stanley. Hakluyt Society, London 1866, Digitalisat, 16,4 MB.
- The Philippine Islands, Moluccas, Siam, Cambodia, Japan, and China, at the Close of the Sixteenth Century. By Antonio De Morga. Translated from the Spanish, with Notes and a Preface, and a Letter from Luis Vaez de Torres describing his Voyage through the Torres Straits. By the Hon. Henry E. J. Stanley. Hakluyt Society, London 1868, Digitalisat, 24,3 MB.
- The Three Voyages of Vasco da Gama, and his Viceroyalty. From the Lendas da India of Gaspar Correa. Accompanied by Original Documents. Translated from the Portuguese, with Notes and an Introduction, by the Hon. Henry E. J. Stanley. Hakluyt Society, London 1869, Digitalisat, 27,8 MB.
- Travels to Tana and Persia, by Josafa Barbaro and Ambrogio Contarini. Translated from the Italian by William Thomas, Clerk of the Council to Edward VI, and by S. A. Roy, Esq., And Edited, with an Introduction, by Lord Stanley of Alderley. Hakluyt Society, London 1873, Digitalisat, 12,4 MB.
- The First Voyage Round the World, by Magellan. Translated from the Accounts of Pigafetta, and other Contemporary Writers. Accompanied by Original Documents, with Notes and an Introduction, by Lord Stanley of Alderley. Hakluyt Society, London 1874, Digitalisat, 18,9 MB.
- Narrative of the Portuguese Embassy to Abyssinia during the Years 1520–1527, by Father Francisco Alvarez. Translated from the Portuguese, and Edited, with Notes and an Introduction, by Lord Stanley of Alderley. Hakluyt Society, London 1881, Digitalisat, 24,5 MB.
- Essay on indifference in matters of religion, by Abbé F. de Lamennais. Translated by Lord Stanley of Alderley. John Macqueen, London 1895, Digitalisat, 5,5 MB.